# Scott Fischer
Scott Fischer (Muskegon, Míchigan, 24 de diciembre de 1955-Monte Everest (Nepal/China), 11 de mayo de 1996) fue un montañero y guía estadounidense. Se convirtió en el primer estadounidense en alcanzar la cima de Lhotse, la cuarta montaña más alta del mundo.

## Biografía
Fischer pasó su juventud en Míchigan y Nueva Jersey. En 1982, él y su esposa, Jeannie Price, se mudaron a Seattle (Washington), donde criaron a sus dos hijos.
El 19 de mayo de 1990 alcanza la cima de la montaña Lhotse.
En los años 90, Fischer creó su propia compañía de aventura, Mountain Madness, junto a Wes Krause, que realizaba viajes de aventura en los que ayudaba a sus clientes a escalar grandes cumbres por un precio de alrededor de 50.000 dólares estadounidenses. Fischer, desde 1992, fue el primer escalador que trajo un nuevo nivel de comercialización al montañismo con su empresa de guía de ascensión a cumbres de importancia.
En 1992, mientras ascendía el K2 (escalada que completó con éxito), se vio involucrado en el rescate de Chantal Mauduit, alpinista francesa que tenía ceguera de la montaña. Chantal ascendió cinco ochomiles más, pero murió en una avalancha sobre el Dhaulagiri en 1998.
Scott murió el 11 de mayo de 1996, en la peor tragedia en la historia de montañismo ocurrida en el monte Everest. El 10 de mayo de 1996, Fischer, Anatoli Boukreev y Neal Beidleman guiaron a ocho de sus clientes hasta la cumbre del Everest. En el descenso, el equipo fue atrapado en una fuerte tormenta de nieve. Todos los escaladores se las arreglaron para llegar al campamento en el Collado Sur (7900 metros), excepto Fischer.
Fischer, que había alcanzado la cumbre a las 15:45, más tarde de lo habitual en el Everest, tuvo graves problemas en el descenso. Fue acompañado por el sardar (jefe) de los sherpas, Lopsang Jangbu, pero, después de llegar a la Cumbre Sur, Fischer era incapaz de continuar y persuadió a Lopsang de que bajara sin él. Lopsang continuó el descenso, con la esperanza de poder enviar a otra persona de vuelta con oxígeno adicional y ayudar a Fischer a bajar. Su compañero Anatoli Boukreev, que había vuelto temprano al campamento, realizó un intento de rescatar a Fischer, pero tuvo que volver al campamento debido a la fuerte tormenta, no sin antes ayudar a otros escaladores.

## Muerte
Definitivamente, al día siguiente (11 de mayo), Boukreev conseguía llegar hasta Fischer pero era demasiado tarde. Se especula que Fischer estaba sufriendo de mal de altura o edema de pulmón o cerebral. Una pila de piedras conmemorativa se encuentra en lo alto de una colina cerca de Lobuche, en el sendero hacia el campo base del Everest, con la intención de conmemorar a Fischer.
Una narración de lo que ocurrió en esos días de 1996 se encuentra en los libros La escalada, de Anatoli Boukreev y Gary Weston DeWalt, Mal de altura, de Jon Krakauer (traducción del inglés Into Thin Air), y Dejado para morir, de Beck Weather.
Se ha filmado una película, Everest, en la que el papel de Scott es interpretado por Jake Gyllenhaal.